# قائمة أجناس النمل
النمل (فصيلة ضمن رتبة غشائيات الأجنحة) هي الأكثر غنى بالأنواع من جميع الحشرات الاجتماعية مع أكثر من 12000 نوع من الأنواع الموصوفة والعديد من الأنواع الأخرى التي تنتظر الوصف. تنقسم فصيلة النمل إلى 21 أسرة (تحت فصيلة) 17 منها موجودة و 4 منقرضة، وصفت من عينات أحفورية. في المجموع تم وصف أكثر من 300 جنس. أصبح النمل يشغل جميع الموائل الأرضية الرئيسية تقريبًا باستثناء التندرا والغابات الباردة دائمة الرطوبة. وهذه الأجناس تعرض مجموعة واسعة من السلوكيات الاجتماعية والعادات والعلاقات المرتبطة بالكائنات الحية الأخرى الأمر الذي ولد اهتمامًا علميًا وعامًا.
فيما يلي قائمة بأجناس النمل في جميع أنحاء العالم منظمة حسب الأسر التي تنتمي لها.

## مفتاح القائمة
| اسم الجنس             | اسم الجنس بالعربي. |
| الاسم العلمي اللاتيني | اسم الجنس حسب التسمية الثنائية. |
| واضع الاسم            | الشخص الذي وصف الجنس أولاً باستخدام اسم علمي متاح. |
| سنة الوصف             | السنة التي تم فيها وصف الجنس وتصنيفه رسميًا. |
| عدد الأنواع           | عدد الأنواع، سواء الباقية أو المنقرضة، التي هي تنتمي للجنس.                                                                                             |
| النوع النمطي          | النوع النمطي الذي تم تحديده بواسطة المؤلف الأصلي، ما لم يذكر خلاف ذلك. يشار إلى الأصنوفات المنقرضة بواسطة †.                                            |
| صورة مثال             | صورة (إن وجدت) لنوع ينتمي للجنس. |
| مراجع                 | معظم الاستشهادات المقدمة هي المنشورات الأولى التي تصف الجنس ؛ تتم إضافة الاستشهادات الإضافية إذا كان المصدر الأصلي لا يحتوي على جميع المعلومات المقدمة. |

## الأسر

### أسرة النملاوات الوحشية
تتمثل أسرة النملاوات الوحشية (Agroecomyrmecinae) في جنسين باقيين واثنين من الأجناس الأحفورية، كانت ذات مرة منتشرة على نطاق واسع في كلا نصفي الكرة الأرضية في وقت مبكر من العصر الثالث. تم تصنيف الأسرة في الأصل على أنها قبيلة تحت مسمى (النملاوية الوحشية) Agroecomyrmecini على اساس أنها قبيلة في Myrmicinae حتى قام عالِم النمل الإنجليزي باري بولتون برفع القبيلة إلى مرتبة أسرة في عام 2003. معظم العينات التي تم جمعها هي من أمريكا الوسطى والمكسيك ، على الرغم من أن العينات النمطية للنملاوات الوحشية تم جمعها من غانا.
| أسرة النملاوات الوحشية Carpenter, 1930 – أربع أجناس، خمسة أنواع |                       |               |           |             |                      |                          |             |
| اسم الجنس                                                       | الاسم العلمي اللاتيني | واضع الاسم    | سنة الوصف | عدد الأنواع | النوع النمطي         | صورة مثال                | مراجع       |
| --------------------------------------------------------------- | --------------------- | ------------- | --------- | ----------- | -------------------- | ------------------------ | ----------- |
| النمل الوحشي                                                    | †Agroecomyrmex        | Wheeler       | 1910      | 1           | †نمل وحشي            | †Agroecomyrmex duisburgi | [ 7 ] [ 8 ] |
| النمل الشصي                                                     | Ankylomyrma           | Bolton        | 1973      | 1           | نمل شصي              | Ankylomyrma coronacantha | [ 9 ]       |
| النمل الحجري الحقيقي                                            | †Eulithomyrmex        | Carpenter     | 1935      | 2           | †Lithomyrmex rugosus | †Eulithomyrmex rugosus   | [ 10 ]      |
| نمل المدرع                                                      | Tatuidris             | Brown & Kempf | 1968      | 1           | نمل مدرع             | Tatuidris tatusia        | [ 4 ]       |

### أسرة النملاوات القديمة
تتمثل أسرة النملاوات القديمة جنسًا واحدًا منقرضًا من النمل الذي يرجع تاريخه إلى العصر الإيوسيني. يعد النمل من جنس النمل الضخم أكبر النمل المعروف على الإطلاق، مع عينات من الملكة بحجم الطيور الطنانة الصغيرة. تم الجمع حفريات من ولاية وايومنغ وألمانيا.
| أسرة †النملاوات القديمة Lutz, 1986 – واحد، ستة أنواع |                       |                                          |           |             |              |                       |        |
| اسم الجنس                                            | الاسم العلمي اللاتيني | واضع الاسم                               | سنة الوصف | عدد الأنواع | النوع النمطي | صورة مثال             | مراجع  |
| ---------------------------------------------------- | --------------------- | ---------------------------------------- | --------- | ----------- | ------------ | --------------------- | ------ |
| النمل القديم                                         | †Formicium            | Westwood                                 | 1854      | 3           | None         | —                     | [ 15 ] |
| النمل الضخم                                          | †Titanomyrma          | Archibald, Johnson, Mathewes & Greenwood | 2011      | 3           | †نمل ضخم     | †Titanomyrma gigantea | [ 12 ] |

### أسرة نملاوات براون
أسرة نملاوات براون تحتوي على جنس واحد هو نمل براون الذي لديه نوع واحد فقط هو نمل براون النبوتي Brownimecia clavata. تم وصفه في عام 1997 بعد أن تم جمع عينة متحجرة من العنبر الطباشيري من ولاية نيو جيرسي، وتم وضعه في البداية ضمن أسرة البونيراوات. تم تصنيف هذا النوع لاحقًا في أسرة خاصة به في عام 2003 من قبل باري بولتون.
| أسرة †نملاوات براون Bolton, 2003 – جنس واحد، نوع واحد |                       |                              |           |             |              |                      |        |
| اسم الجنس                                             | الاسم العلمي اللاتيني | واضع الاسم                   | سنة الوصف | عدد الأنواع | النوع النمطي | صورة مثال            | مراجع  |
| ----------------------------------------------------- | --------------------- | ---------------------------- | --------- | ----------- | ------------ | -------------------- | ------ |
| نمل براون                                             | †Brownimecia          | Grimaldi, Agosti & Carpenter | 1997      | 1           | †نمل براون   | †Brownimecia clavata | [ 16 ] |

### أسرة نملاوات أرمان
أسرة نملاوات أرمان (أو فصيلة نمل أرمان Armaniidae) تحتوي على سبعة أجناس انقراض|منقرضة من سلسلة من الحفريات الطباشيرية الموجودة في آسيا وأفريقيا. يتم التعامل مع هذه النمل كمجموعة من «الدبابير الشبيهة بالنمل» ، ويبدو أنها تفتقر إلى غدة استقلابية تستبعدها من فصيلة النمل. ومع ذلك، فإن عدم وجود غدة مشطية يمكن أن يكون بسبب ضعف الحفاظ عليها.
| أسرة نملاوات أرمان Dlussky, 1983 – سبعة أجناس، 14 نوعا |                       |                               |           |             |                          |                 |        |
| اسم الجنس                                              | الاسم العلمي اللاتيني | واضع الاسم                    | سنة الوصف | عدد الأنواع | النوع النمطي             | صورة مثال       | مراجع  |
| ------------------------------------------------------ | --------------------- | ----------------------------- | --------- | ----------- | ------------------------ | --------------- | ------ |
| البونيرة القديمة                                       | †Archaeopone          | Dlussky                       | 1975      | 2           | †Archaeopone kzylzharica | —               | [ 20 ] |
| نمل أرمان                                              | †Armania              | Dlussky                       | 1983      | 4           | †Armania robusta         | —               | [ 21 ] |
| النمل الطويل                                           | †Dolichomyrma         | Dlussky                       | 1975      | 2           | †Dolichomyrma longiceps  | —               | [ 20 ] |
| -                                                      | †Khetania             | Dlussky                       | 1999      | 1           | †Khetania mandibulata    | —               | [ 22 ] |
| نمل أوراب                                              | †Orapia               | Dlussky, Brothers & Rasnitsyn | 2004      | 2           | †Orapia rayneri          | †Orapia rayneri | [ 23 ] |
| البونيرة المجنحة                                       | †Poneropterus         | Dlussky                       | 1983      | 1           | †Poneropterus sphecoides | —               | [ 21 ] |
| نمل أرمان زائف                                         | †Pseudarmania         | Dlussky                       | 1983      | 2           | †Pseudarmania rasnitsyni | —               | [ 21 ] |

### أسرة النملاوات القرناء
تم إنشاء أسرة النملاوات القرناء من قبل عالم الحشرات الإيطالي كارلو إيمري في عام 1895 ، والتي تتمثل في ثلاثة أجناس باقية وجنس منقرض. وجدت في جميع أنحاء العالم، ويتواجد هذا النمل بشكل رئيسي في المناطق الاستوائية وشبه الاستوائية. لا يُعرف الكثير عن بيولوجيتهم.
| أسرة النملاوات القرناء Emery, 1895 – أربعة أجناس، 155 نوعا |                       |            |           |             |                          |                          |        |
| اسم الجنس                                                  | الاسم العلمي اللاتيني | واضع الاسم | سنة الوصف | عدد الأنواع |                          | Ref(s)                   |        |
| ---------------------------------------------------------- | --------------------- | ---------- | --------- | ----------- | ------------------------ | ------------------------ | ------ |
| البونيرة السمينة                                           | †Bradoponera          | Mayr       | 1868      | 4           | †Bradoponera meieri      | †Bradoponera meieri      | [ 27 ] |
| نمل قرصي الدرقة                                            | نمل قرصي الدرقة       | Roger      | 1863      | 37          | نمل قرصي الدرقة صدفي     | Discothyrea testacea     | [ 28 ] |
| النمل البارز                                               | Probolomyrmex         | Mayr       | 1901      | 26          | Probolomyrmex filiformis | Probolomyrmex filiformis |        |
| النمل الأقرن                                               | نمل أقرن              | Roger      | 1863      | 88          | Proceratium silaceum     | Proceratium silaceum     | [ 28 ] |

### أسرة النملاوات المريخية
أسرة النملاوات المريخية تحتوي على جنس وحيد هو النمل المريخي الذي لديه نوع وحيد فقط هو النمل المريخي النادر. تم اكتشاف النملة عام 2000 في غابات الأمازون المطيرة بالقرب من ماناوس بالبرازيل. تنتمي النملة الموصوفة في عام 2008 إلى أقدم سلالة متميزة معروفة ابتعدت عن أسلاف كل النمل الآخر.
| أسرة النملاوات المريخية Rabeling & Verhaagh, 2008 – جنس واحد، نوع واحد |                       |                     |           |             |                      |                   |        |
| اسم الجنس                                                              | الاسم العلمي اللاتيني | واضع الاسم          | سنة الوصف | عدد الأنواع | النوع النمطي         | صورة مثال         | مراجع  |
| ---------------------------------------------------------------------- | --------------------- | ------------------- | --------- | ----------- | -------------------- | ----------------- | ------ |
| النمل القديم                                                           | Martialis             | Rabeling & Verhaagh | 2008      | 1           | النمل المريخي النادر | Martialis heureka | [ 29 ] |